# Ahmed Mohamed Sharaf El-Din
Ahmed Mohamed Sharaf El-Din (arab. أحمد محمد شرف الدين; ur. w 1938) – sudański piłkarz grający na pozycji pomocnika, olimpijczyk.
28 sierpnia 1972 Sudan grał w pierwszym spotkaniu olimpijskim z piłkarzami Meksyku. Jego reprezentacja przegrała 0–1, El-Din nie zagrał jednak w tym spotkaniu. Wystąpił za to w dwu kolejnych spotkaniach: w przegranym 1–2 meczu ze Związkiem Radzieckim, oraz w ostatniej potyczce grupowej z drużyną Birmy, również przegranej (0–2). Sudańczycy odpadli z turnieju po fazie grupowej.